# Chakra Ashoka

Emblema del Tribunal Supremo de la India. En la parte superior el chakra Ashoka.

El chakra Ashoka es una representación del dharma chakra (‘la rueda de la religión’, siendo dharma: ‘religión’, y chakra: ‘rueda’, en sánscrito). La rueda tiene 24 rayos.
El chakra de Ashoka ha sido ampliamente inscrito en muchas reliquias del emperador mauria Ashoka el Grande (que reinó entre 273 y 232 a. C.), el más destacado de todos es el que se encuentra en la columna del León de Sarnath y el del pilar de Ashoka.
El uso más visible del chakra ashoka está en el centro de la bandera nacional de la República de la India (aprobado el 22 de julio de 1947), donde se puede visualizar en color azul marino sobre fondo blanco, sustituyendo el símbolo del charkha (hilado de ruedas) de la versión de la bandera anterior a la independencia del país. El chakra ashoka también puede verse en la base de la columna de león de Ashoka, que ha sido aprobado como el emblema nacional de la India.
- Datos: Q779929
- Multimedia: Ashoka's Dharmacakra / Q779929